# Bengt Hambraeus
Bengt Hambraeus, född 29 januari 1928 i Stockholm, död 21 september 2000 på Hambraehill Farm i Glen Roy Apple-Hill nära Montréal, var en svensk kompositör, musikforskare, radioproducent och organist.

## Biografi
Hambraeus har främst komponerat för orgel, ofta kombinerat med elektronik och orkester men har också skrivit många verk för enbart orkester, kammarensembler, kör samt för soloinstrument. 
Under sin tid på Sveriges Radio fram till 1972 blev Hambraeus en central person i 1960-talets utforskande av nya musikformer och nya uppförandekoncept, till exempel integration av performance, improvisation och elektronik i konsertsituationen. Han visade en ovanlig nyfikenhet på elektronisk, seriell och utomeuropeisk musik och på utnyttjande av rumsliga effekter.
Han var en av de första seriösa svenska tonsättare som använde elgitarr och synthesizer, och vissa av hans verk från 1960-70-talen visar stildrag som kommer relativt nära den tidens psykedelia och (engelska och europeiska) progressiva rock, men det är oklart ifall Hambraeus intresserade sig för hur rocken konvergerade med den "seriösa" elektroniska eller utomeuropeiskt influerade musiken och förde detta ut till en masspublik.
1972 utnämndes Hambraeus till professor i komposition vid McGill University i Montréal, Kanada. Han tillbringade resten av sitt liv i Nordamerika men gjorde då och då besök i Sverige och höll kontakt med det svenska musiklivet.
- 1944–1948, orgelstudier för Alf Linder
- 1947–1956, musikologistudier vid Uppsala universitet
- 1957–1972, arbetade han för Sveriges Radio
- 1972 utsågs han till professor i komposition och musikteori vid McGill-universitet i Montréal

## Priser och utmärkelser
- 1966 – Stora Christ Johnson-priset för Transfiguration för orkester
- 1967 – Ledamot nr 729 av Kungliga Musikaliska Akademien
- 1986 – Litteris et Artibus
- 1995 – Rosenbergpriset

## Verkförteckning

### Instrumentalmusik
- Koralförspel för orgel, op. 4 (1948)
- Toccata i Ess-dur för piano, op. 7:1 (1947/49)
- Konsert för orgel och cembalo (1947/51)
- Toccata pro tempore pentecostes för orgel, op. 12:2 (1948)
- Music for Ancient Strings för stråkensemble och cembalo, op. 15:3 (1948)
- Konsert för orgel och stråkorkester, op. 16 (1948)
- Kleine Musik, op. 18:1b, för oboe, stråkar och pukor (1949)
- Musique pour trompette, violon et piano för trumpet, violin och piano, op. 18:2 (1949)
- Introitus et Triptychon för orgel, op. 19 (1949)
- Stråkkvartett nr 2: A Fancy in Homage to Henry Purcell, op. 21 (1949)
- Musik för orgel, op. 24:2 (1950)
- Liturgia pro organo för orgel, op. 24:3 (1951–52)
- Recitativ och Koral för violin, stråkorkester och piano, op. 25:1 (1950)
- Kammarmusik för 6 instrument, op. 28, för flöjt, oboe, klarinett, altsax, viola och cembalo (1950)
- Recitativ och Koral för violin och piano (1950)
- Diptychon (Tabu-Mana), op. 30, två rituella danser för flöjt, oboe, viola, cello och cembalo (1951–52)
- Giuoco del Cambio, op. 33, växelspel för flöjt, engelskt horn, basklarinett, vibrafon, cembalo, piano och 3 trumset (1952–54)
- Permutations and Hymn (Nocte surgentes) för orgel, op. 36 (1953)
- Komposition för Studio II för vibrafon, klocka, 3 trumset, piano, cembalo och orgel (1955)
- Cercles för piano (1955)
- Segnali per 7 strumenti a corda för elgitarr, harpa, cembalo, violin, viola, cello, kontrabas och förstärkare (1956–60)
- Constellations I för orgel (1958)
- Introduzione – Sequenze – Coda för 3 flöjter, 6 slagverkare och 2 förstärkare (1958–59)
- Notazioni, cembalokonsert (1961)
- Mikrogram, 7 aforismer för altflöjt, viola, vibrafon och harpa (1961)
- Interferenzen för orgel (1961–62)
- Transfiguration för orkester (1962–63)
- Transit II för valthorn, trombon, elgitarr och piano (1963)
- Notturno da vecchi strumenti för historiska instrument (1963)
- Invenzione 1 (Quartetto III) för stråkkvartett (1964/67)
- Tre pezzi för orgel (1966–67)
- Invenzione 2 för piano (1967–68)
- Klockspel för piano (1968)
- Rencontres för orkester (1968–71)
- Nebulosa för orgel (1969)
- Pianissimo in due tempi för stråkorkester (1970–72)
- Invocation för blåsorkester (1971)
- Carillon (Le récital oublié) för 2 pianon (1972–74)
- Continuo – a partire da Pachelbel för orgel och orkester (1974–75)
  1. ”Hand of Night”
  2. ”Loneliness”
  3. ”My Mind Dances”
  4. ”Out Beyond”
- Toccata – Monumentum per Max Reger för orgel (1973)
- Ricercare för orgel (1974)
- Icons för orgel (1974–75)
- Advent (Veni redemptor gentium)  för orgel, 4 trumpeter, 4 tromboner och 2 slagverkare (1975)
- Extempore för orgel (1975)
- Ricordanza för orkester (1975–76)
- Jeu de cinq för blåsarkvintett (1976)
- Parade för blåsinstrument och slagverk (1977)
- Antiphonie, kyrkomusik för orgel (1977)
- Constellations IV för orgel och slagverk (1978)
- Relief – haut et bas för 2 flöjter, 3 valthorn, trombon, 2 slagverkare och 2 kontrabasar (1979)
- Strata för blåsensemble (1979–80)
- Capriccio I för cembalo (1980)
- Livre d'orgue I–IV för orgel (1981)
- Voluntary on a Swedish hymn tune from Dalecarlia för orgel (1981)
- Sheng för oboe och orgel (1983)
- That Harmony för brassband (1983)
- Quodlibet re BACH för kammarorkester (1984)
- Tre intermezzi för piano (1984)
- Monologo per flauto solo för flöjt (1984)
- La passacaille errante – autour Haendel 1985 för orgel (1984)
- Variations sur un theme de Gilles Vigneault för orgel (1984)
- Trio sonata för ackordion, trombon och preparerat piano (1985)
- Pedalexercitium för orgel (1985)
- Vortex för 2 pianon (1986)
- Three Dances for Free Bass Accordion and Percussion för ackordion och slagverk (1986)
- Cinque studi canonici för 2 flöjter (1988)
- Dos recercadas para guitarra y violoncelo för gitarr och cello (1988)
- Night-Music för gitarr och slagverk (1988)
- Après-Sheng för orgel (1988)
- Cadenza för stor orgel (1988)
- Litanies för orkester (1988–89)
- Nazdar M. J. för 11 brassinstrument och slagverk (1989)
- Tiento för oboe och 3 pukor (1989)
- Nocturnals (Incantation, Figures fugitives, Choros) för 15 musiker (1989–90)
- Rondeau för gitarr (1991)
- Pianokonsert (1992)
- Missa pro organo – in memoriam Olivier Messiaen för orgel (1992)
- Triptyque pour orgue avec MIDI – In memoriam Michael Hambraeus för orgel (1992)
- Meteoros för stor orgel (1993)
- Organum Sancti Jacobi för stor orgel (1993)
- Due rapsodie för piano (1994)
- Triptyque för orgel (1994)
- Sonata per cinque för flöjt, klarinett, violin, cello och piano (1994–95)
- Concentio för blåsarensemble och slagverk (1995)
- Klavidar för piano (1995)
- A solis ortus cardine, variations sur une hymne de noël du Ve siècle, tema med variationer för orgel (1995)
- Hornkonsert (1995–96)
- Archipel för kammarorkester om 15 musiker (1996–97)
- FM 643765 för stor orgel (1997)
- Labyrinth, concerto grosso för 15 stråkinstrument (1998)
- Sankt Michaels liturgi för liturg, blandad kör, församlingssång, 3 tromboner, elbas, slagverk och 2 orglar (1992)
- Riflessioni för stor orgel (1999)
- Varianti för solo luta (2000)

### Vokalmusik
- Cantigas de Santa Maria, op. 17, Mariahymn för sopran, alt, baryton och 3 instrumentalstämmor (1949)
- Cantigas de Santa Maria, op. 17b, Mariahymn för blandad kör och orgel (1950)
- Triptychon för blandad kör a cappella, op. 26 (1950)
- Cantata pro defunctis, op. 32:1, för baryton och orgel till text ur Bibeln(1951)
- Spectrogram, op. 34, för sopran, flöjt, vibrafon och slagverk (1953)
- Antiphonies en rondes, op. 35, för sopran och orkester med textlös sång (1953)
- Gacelas y casidas de F García Lorca, op. 37, för tenor, flöjt, engelskt horn, basklarinett, 2 slagverkare (1953)
- Psalmus CXXI för sopran och orgel (1953)
- Psalmus CXXII för sopran och orgel (1953)
- Crystal Sequence, op. 38, för soprankör med ackompanjemang (1954)
- Responsorier för blandad kör, solotenor, kyrkklockor och 2 orglar till texter ut Psaltaren (1964)
- Tre Hopi-sånger för blandad kör, xylofon och pukor (1965)
- Praeludium, Kyrie, Sanctus för 2 orglar, soloröst, 2 körer och kyrkklockor (1966)
- Motetum archangeli Michaelis för blandad kör och orgel (1967)
- Inductio för sopran, alt, blandad kör, 3 trumpeter och 3 tromboner till bibeltexter (1979)
- Alpha – Omega för blandad kör och orgel till text ur Uppenbarelseboken (1982)
- Constellations V för orgel, blandad kör och två sopraner (1982–83)
- Symphonia sacra in tempore passionis för blandad kör med blåsare och slagverk till bibeltexter (1986)
- Apocalipsis cum figuris secundum Dürer 1498 för bas, blandad kör och stor orgel till text ur Uppenbarelseboken (1987)
- Five Psalms för blandad kör a cappella (1987)
  1. ”Cantate Domino (Psaltaren 97)
  2. ”God Be Merciful unto Us (Psaltaren 67)
  3. ”Laudate Dominum (Psaltaren 150)
  4. ”The Earth is the Lord's (Psaltaren 24)
  5. ”The Heavens Declare the Glory of God (Psaltaren 19)
- Echoes of Loneliness för blandad kör, viola och slagverk till text av John Gracen Brown (1988)
- Loitsu (Incantation) för sopran och piano (1991)
- Songs of the Mountain, the Moon and Television för blandad kör och orkester till text av John Gracen Brown (1993)
- Lukas IV:23-30 för blandad kör, liturg och orgel (1998)

### Scenmusik
- Othello, skådespelsmusik till Shakespeares drama för sång, piccolaflöjt, trumpet, horn, viola, harpa, pukor och slagverk (1960)
- Sergeant Musgraves dans, skådespelsmusik till John Ardens pjäs för trumpet, trombon och slagverk (1962)
- Bäckaskog, skådespelsmusik med text av Alf Åberg (1962)
- Experiment X, kyrkoopera med libretto av Bengt V. Wall (1968–69)
- Se människan, kyrkoopera med libretto av Bengt V. Wall (1970)
- Sagan, en radioopera i 10 scener med libretto av Lars Runsten efter Hjalmar Bergmans pjäs (1978–79)

### Elektroakustisk musik
- Doppelrohr II, elektroakustisk musik (1955)
- Fresque sonore, elektroakustisk musik (1956–57)
- Rota för tre orkestergrupper och förinspelad tape (1956–62)
- Constellations II för orgel och tape (1959)
- Visioner över en svensk folkvisa, elektroakustisk musik (1959)
- Constellations III för orgel och tape (1961)
- Rota II, elektroakustisk musik (1963)
- Tides. elektroakustisk musik (1974)
- Intrada: Calls, elektroakustisk musik (1976)
- Tornado, elektroakustisk musik (1976)
- Mirrors, elektroakustisk musik för tape och en eller flera oboeister (1986–87)
- Canvas with Mirrors för orgel och tape (1986–90)

## Diskografi – inspelningar av hans verk
- Constellations II: Phono Suecia PSCD91
- Doppelrohr II: Phono Suecia PSCD41
- Psalmus XCCI: Phono Suecia PSCD37
- Nocturnals: Incantation, Figures fugitives, Choros: Phono Suecia PSCD57
- Vortex: Phono Suecia PSCD106
- Rota II, Ricordanza, Symphonia sacra in tempore passionis: Caprice CAP21421
- Carillon (le récital oublié: Caprice CAP21331
- Cadenza, Canvas with mirrors, Continuo – a partire da Pachelbel: Malmö Audio Production (MAP) CD9131
- Interferenzen, Livre d'Orgue IV, Toccata: Monumentum per Max Reger: MAP CD9236
- 2 parts from 'Livre d'Orgue IV': MAP CD9026
- Missa pro organo: in memoriam Olivier Messiaen (versions A & B); Triptyque pour orgue avec MIDI, Liturgia pro organo: MAP CD03
- Rondeau, Night-music: MAP CD06
- Capriccio I per clavicembalo: Société nouvelle d'enregistrement SNE 542 CD
- Invenzione 2, Klockspel: Shelan eSp-9401
- Litanies, Infogram CD 029
- Motetum archangeli Michaelis, Apocalipsis cum figuris secundum Dürer 1498: BIS CD 1048
- Motetum archangeli Michaelis: Simax PSC1034